# MC Daleste
Daniel Pedreira Sena Pellegrini, mais conhecido como MC Daleste (São Paulo, 30 de outubro de 1992 — Paulínia, 7 de julho de 2013), foi um cantor e compositor brasileiro de funk paulista.

## Biografia
Daniel nasceu no bairro Penha, localizado na Zona Leste de São Paulo, e foi criado por uma família de baixa renda, sendo o mais novo de três irmãos. Teve uma infância sofrida e conturbada pelo falecimento precoce de sua mãe, que ocorreu devido à complicação de um derrame. Ela sempre o incentivou a seguir uma carreira artística, com o intuito de ajudar financeiramente a sua família. Na sua música "Minha História", o cantor revelou que até completar treze anos de idade, residia em uma casa de madeira que não possuía banheiro e que em diversas ocasiões passou fome por não ter condições de se alimentar. Daniel só frequentou o colégio até a oitava série e era um aluno indisciplinado, momento em que conheceu a sua esposa Érica Teixeira, com a qual foi casado por cinco anos, até a data de seu falecimento.

## Carreira

### Inicio da carreira
Daniel iniciou sua carreira musical em 2009, divulgando as suas primeiras canções na internet através de uma LAN house, onde era conhecido pelo pseudônimo MC Daleste. Conquistou a fama na cidade de São Paulo em poucos meses, impulsionado principalmente pelas canções "Bonde dos Menor", "Bonde dos Menor 2" e "Apologia", sendo que esta última chamou a atenção da imprensa negativamente após o seu assassinato, pelo fato de supostamente fazer apologia ao crime. A partir do ano de 2012, Daleste alterou o tema de seu lírico, que se aproximava do funk proibidão e ingressou no que foi conhecido como o funk ostentação, um dos precursores do funk paulista, abordando temas relacionados à ostentação de veículos de luxo, mulheres e bebidas. Daleste foi um dos responsáveis pela popularização do subgênero, produzindo algumas das canções de maior destaque do funk ostentação, como "Deusa da Ostentação", "Mina de Vermelho", "Quem É?", "Gosto Mais do Que Lasanha", "Mais Amor, Menos Recalque", "Angra dos Reis" e "São Paulo".

### Auge do sucesso
No auge de sua carreira, Daleste recebia o cachê de aproximadamente 200 mil reais por mês, provenientes da realização de aproximadamente 40 shows mensais. Trabalhou em parceria musical com cantores renomados do funk ostentação, como MC Léo da Baixada, MC Dedé, MC Danado e MC Kelvinho. Juntamente com Léo da Baixada, compôs a canção "Ostentação Fora do Normal", considerada uma das principais da história do subgênero musical. No ano de 2012, fez suas primeiras aparições na mídia, em programas como Programa do Jacaré e Superpop, da RedeTV!, e Casos de Família, do SBT.
Daleste lançou apenas um videoclipe em vida, sendo o da canção "O Gigante Acordou", que abordava os protestos no Brasil em 2013 contra a corrupção. Após sua morte, foi lançado o videoclipe da música "São Paulo", o qual foi gravado uma semana antes de seu assassinato. O videoclipe alcançou mais de 1 milhão de acessos no YouTube em apenas um dia. O clipe foi gravado em uma mansão em Igaratá, no interior de São Paulo. A revista norte-americana Billboard anunciou o lançamento da canção "São Paulo", que em 2 dias ultrapassou 6 milhões de acessos no YouTube, sendo o vídeo mais visualizado da categoria musical no mundo naquele dia. Daleste tornou-se a celebridade mais pesquisada no site de buscas Google no Brasil no ano de 2013, superando ao cantor Chorão, vocalista da banda Charlie Brown Jr., que também faleceu naquele ano.
Com o sucesso repentino, Daleste não chegou a lançar nenhum álbum de estúdio, apenas singles, demos, e faixas isoladas para download digital no iTunes. Dias antes da sua morte, Daleste programava uma turnê na América do Sul, e pretendia adquirir o helicóptero que apareceu no videoclipe da canção "São Paulo". Em 2014, Daleste tornou-se o quinto termo mais pesquisado no site de buscas da Microsoft, Bing.

## Morte
Na noite de 6 de julho de 2013, um sábado, Daleste foi atingido por dois disparos de arma de fogo enquanto fazia um show na cidade paulista de Campinas. Um dos projéteis passou perto do braço esquerdo e o outro acertou abaixo do peito. Segundo a perícia, ocorreram três disparos. A morte foi confirmada no início da madrugada do dia seguinte, no Hospital Municipal de Paulínia, para onde foi levado. Ele estava terminando a apresentação que fazia em uma quermesse do CDHU San Martin, um conjunto habitacional localizado no bairro São Marcos, em Campinas. O cantor conversava com o público quando foi alvejado. Um fã registrou o momento em que Daleste foi baleado. Ele chegou a ser levado para o centro cirúrgico, mas morreu às 0h55. A festa era gratuita e, segundo os moradores, mais de três mil pessoas acompanhavam a apresentação. Sua morte teve repercussão nacional e internacional, além de sites como a revista inglesa NME e veículos norte-americanos como Billboard, The Huffington Post, Los Angeles Times, Rolling Stone e New York Daily News, entre as publicações, noticiaram o fato. Em 2014, na data de seu aniversário, o seu túmulo foi depredado: a lápide com uma foto do cantor amanheceu quebrada e uma faixa com homenagens foi rasgada. A polícia e a família suspeitam que pessoas ligadas ao assassino de Daleste teriam feito o vandalismo.

## Legado póstumo

### Data comemorativa estadual em homenagem a MC Daleste
O governador de São Paulo, Geraldo Alckmin, sancionou no dia 21 de setembro de 2016 a Lei nº 16.310/16, que institui 7 de julho como Dia Estadual do Funk de São Paulo, em homenagem a MC Daleste. A sanção chegou dois anos depois da deputada estadual Leci Brandão (PCdoB) apresentar o projeto na Assembleia Legislativa de São Paulo.

### Influência na música
A canção "Quem é?", um dos maiores hits de MC Daleste, após sua morte, foi regravada de forma repaginada por Gloria Groove, que se tornou hit nacional, com o título de "Vermelho". Em 2022 a versão de Glória Groove recebeu três indicações no Prêmio Multishow daquele ano, e recebeu certificado de diamante pela PMB. Anos depois, o funkeiro MC Menor JP faz um vídeo para Internet cantando uma versão própria de "Quem é?", que tornou-se viral pelo Brasil, e mais tarde, mundialmente após a cantora internacional Cardi B compartilhar seu video no Instagram. Esta versão contém alguns pequenos trechos da letra original, mas utilizando a mesma melodia. Mais tarde, MC Menor JP regrava a canção com o título de "Menina de Vermelho" e se torna hit nacional, e internacional sendo executada na edição brasileira do festival Tomorrowland.

## Discografia

### Videoclipes
| Ano  | Nome da Canção              | Notas                 |
| ---- | --------------------------- | --------------------- |
| 2012 | "Ostentação Fora do Normal" | ft. MC Léo da Baixada |
| 2013 | "O Gigante Acordou"         |                       |
| 2013 | "São Paulo"                 | Lançamento póstumo    |
| 2021 | "Garota Nível A"            | ft. Mc Hariel         |

### DVDs
| Ano  | Título            | Notas                 |
| ---- | ----------------- | --------------------- |
| 2012 | "Funk na Veia"    | Participação especial |
| 2013 | "Expresso Brasil" | Participação especial |